# Ana María Castellano Vilar
Ana María Castellano Vilar (València, 9 de juliol de 1942) és una advocada i política valenciana, diputada a les Corts Valencianes en la III Legislatura.
Llicenciada en dret, fou escollida diputada dins les llistes del PSPV-PSOE a les eleccions a les Corts Valencianes de 1991. Ha estat vicepresidenta de la Comissió de Governació i Administració Local de les Corts Valencianes (1991-1995)
Posteriorment deixà la política i ha continuant exercint la seva carrera d'advocada. Ha format part del Consell Jurídic Consultiu de la Comunitat Valenciana. Quan aquest organisme va dictaminar en 2011 que l'eliminació de símbols franquistes a l'administració no era un deure exigible a l'ajuntament de València, ella i Vicente Cuñat Edo en 2011 van emetre un vot particular contrari al dictamen.